# Сейсмічність Чорногорії
Територія Чорногорії — характеризується підвищеною сейсмічністю.

## Загальна характеристика
Чорногорія лежить в області Середземноморського геосинклінального поясу. Підвищена сейсмічна активність властива узбережжю країни. Приморська область вузькою смугою тягнеться вздовж Адріатичного моря на північному заході до гирла річки Бояна на південному сході 293,5 км. Чорногорія також має в своєму складі 14 морських островів, сукупна протяжність берегової лінії яких складає 15,6 км. Велика частина території Чорногорії зайнята Динарським нагір'ям, яке складається з окремих хребтів, масивів і міжгірських улоговин. Багато вершини Динарського нагір'я перевищують позначку 2000 м. Чорногорія окрім інтенсивної мікросейсмічної активності (1,0<M≤3,0), характеризується досить частими землетрусами невеликої (3,0<M≤5,0) і середньої (5,0<M≤7,0) сили. Не виключаються й дуже сильні землетруси (M>7,0).

## Землетруси у минулі століття
15 квітня 1979 року, о 06:19 UTC, поблизу міста Будва в Чорногорії стався потужний землетрус магнітудою 7,0 балів (за шкалою Ріхтера). Це був найбільш руйнівний землетрус у Чорногорії, тодішній частині Югославії. В результаті землетрусу загинуло — 136 осіб, 1000+ — були поранені.

## Землетруси XXI століття
За останні роки XXI ст., в Чорногорії найбільше землетрусів було зафіксовано поблизу міста Будва, у тому числі:
- 28 березня 2013 року, о 17:13 (за місцевими часом) — магнітудою 4,3 балів (за шкалою Ріхтера);
- 26 листопада 2018 року, о 15:17 (за місцевими часом) — магнітудою 4,2 балів (за шкалою Ріхтера);
- 15 вересня 2021 року, о 14:26 (за місцевими часом) — магнітудою 4,2 балів (за шкалою Ріхтера);
- 26 червня 2021 року, о 01:18 (за місцевими часом) — магнітудою 4,3 балів (за шкалою Ріхтера).

### 2018
13 листопада 2018 року, о 15:47:51 (за київським часом), у Чорногорії стався сильний землетрус магнітудою 5,0 балів (за шкалою Ріхтера). епіцентр землетрусу розташовувався за 3 км на північний схід від міста Ульцинь, з відповідним гіпоцентром на глибині 8 км.

### 2024
14 березня 2024 року, у Чорногорії стався сильно помірний землетрус магнітудою 5,4 балів (за шкалою Ріхтера). За повідомленням Інституту гідрометеорології та сейсмології, епіцентр землетрусу розташовувався за 5 км від міста Чарадже в муніципалітеті Нікшич. Гіпоцентр землетрусу зафіксовано на глибині 14 км.